# Gillan (Gillan)
| Recensione              | Giudizio        |
| ----------------------- | --------------- |
| Sputnikmusic            | 3.9 (Excellent) |
| Dizionario del Pop-Rock | [ 2 ]           |
| 24.000 dischi           | [ 3 ]           |

Gillan (noto anche come The Japanese Album) è l'album di debutto del gruppo musicale rock inglese Gillan, pubblicato il 5 ottobre 1978 solo in Giappone, e più tardi in Australia e Nuova Zelanda. Nonostante non fosse stato pubblicato nel Regno Unito, l'album vendette bene come prodotto d'importazione, aiutato dalle recensioni positive. Le note all'interno della pubblicazione originale attribuiscono batteria e percussioni a Liam Genockey, mentre l'edizione del 1993 Gillan - The Japanese Album le attribuisce a Pete Barnacle.

## Tracce

### LP
Lato A
1. Second Sight – 2:36 (Colin Towns)
2. Secret of the Dance – 2:50 (Ian Gillan, Colin Towns)
3. I'm Your Man – 4:25 (Ian Gillan, Colin Towns)
4. Dead of Night – 4:10 (Ian Gillan, Colin Towns)
5. Fighting Man – 7:35 (Colin Towns)

Lato B
1. Message in a Bottle – 3:08 (Ian Gillan, Colin Towns)
2. Not Weird Enough – 4:05 (Ian Gillan, Colin Towns)
3. Bringing Joanna Back – 3:39 (Ian Gillan, Colin Towns)
4. Abbey of Thelma – 4:56 (Ian Gillan, Colin Towns)
5. Back in the Game – 5:25 (Ian Gillan, Colin Towns)

### CD
Edizione CD del 1993 (Gillan - The Japanese Album), pubblicato dalla RPM Records (RPM 113)
1. Street Theatre – 2:39 (Colin Towns)
2. Secret of the Dance – 2:51 (Ian Gillan, Colin Towns)
3. I'm Your Man – 4:25 (Ian Gillan, Colin Towns)
4. Dead of Night – 4:11 (Ian Gillan, Colin Towns)
5. Fighting Man – 7:37 (Colin Towns)
6. Message in a Bottle – 3:10 (Ian Gillan, Colin Towns)
7. Not Weird Enough – 3:51 (Ian Gillan, Colin Towns)
8. Bringing Joanna Back – 3:40 (Ian Gillan, Colin Towns)
9. Abbey of Thelema – 4:56 (Ian Gillan, Colin Towns)
10. Back in the Game – 5:27 (Ian Gillan, Colin Towns)
11. Vengeance – 3:30 (Ian Gillan, Colin Towns) – Traccia bonus
12. Move with the Times – 5:01 (Ian Gillan, Colin Towns, John McCoy) – Traccia bonus
13. Sleeping on the Job – 3:12 (Ian Gillan, Colin Towns) – Traccia bonus
14. Roller – 4:06 (Ian Gillan, Colin Towns) – Traccia bonus

## Formazione
- Ian Gillan - voce
- Colin Towns - tastiere, flauti
- John McCoy - basso
- Steve Byrd - chitarra
- Liam Genockey - batteria, percussioni
- Pete Barnacle - batteria, percussioni (introduzione)

Note aggiuntive
- Paul Chas Watkins, Ian Gillan e Colin Towns - produttori (per la Kingsway Records Ltd.)
- Registrazioni effettuate al Kingsway di Londra (Inghilterra)
- Paul Chas Watkins - ingegnere delle registrazioni
- Fin Costello - fotografie
- Martin Poole - design album[5]